# Sirius (Schiff, 1780)
Die Sirius war ein Transportschiff der britischen Marine. Bekannt wurde sie als Flaggschiff der First Fleet, die 1787 von England auslief, um die erste europäische Kolonie in New South Wales in Australien zu gründen.

## Allgemeines

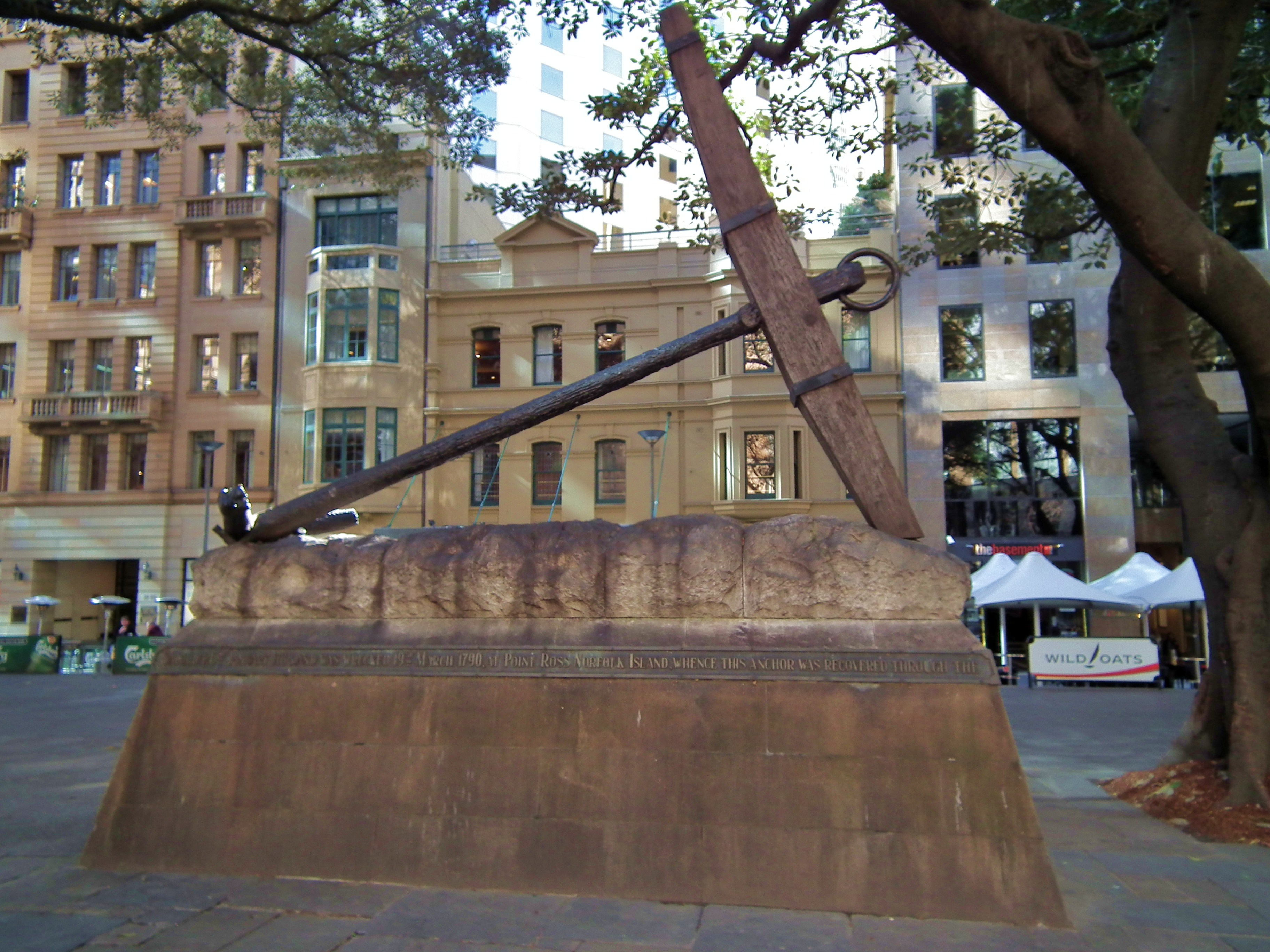
Der Anker der Sirius in Sydney

Sie war ursprünglich 1780 von Watsons in Rotherhithe für den Ostindienhandel als Berwick gebaut worden. Nach einem Feuer wurde sie von der Royal Navy gekauft, 1786 neu aufgebaut und anschließend in Sirius umgetauft. Sie hatte eine Vermessung von 511 tons bm.
Sie fuhr unter dem Kommando von Kapitän  John Hunter. An Bord waren auch Arthur Phillip, Gouverneur der neu zu gründenden Kolonie, und Major Robert Ross, der Kommandeur der für die Bewachung der Sträflinge unter den Kolonisten zuständigen Royal Marines. Die Schiffsärzte waren George Bouchier Worgan und Thomas Jamison.
Das Schiff verließ am 13. Mai 1787 den Hafen Portsmouth und traf am 26. Januar 1788 in Port Jackson ein. Es blieb bis zum 2. Oktober 1788 in der Kolonie und wurde dann ans Kap der Guten Hoffnung geschickt, um Mehl und andere Versorgungsgüter für die fast verhungernde Kolonie zu beschaffen. Diese Reise dauerte mehrere Monate.
Am 19. März 1790 erlitt die Sirius auf dem Riff vor der Norfolkinsel Schiffbruch, während sie gerade ihre Ladung löschte. Dies war eine Katastrophe für die immer noch hungernde Kolonie, da nur noch ein einziges Schiff zur Versorgung verblieb. Die Mannschaft saß dort bis zum 21. Februar 1791 fest, bis sie gerettet wurde und schließlich nach England zurückkehrte.
Hunter kehrte als Gouverneur von New South Wales (1795–1799) zurück. Einer der gestrandeten Seeleute, Jacob Nagle, schrieb einen Augenzeugenbericht der Reise.
Der Anker der Sirius und eine Kanone wurden geborgen und sind heute in einem Park am Macquarie Place in Sydney aufgestellt.